# 클루브 올림포
클루브 올림포(스페인어: Club Olimpo)는 아르헨티나 부에노스아이레스주의 바이아블랑카를 연고로 하는 스포츠 클럽이다. 농구와 축구가 주 종목이다. 팀의 별칭인 로스 아우리네그로스(los Aurinegros, 금흑색)은 팀 컬러에서 나온 것이다.
바이아블랑카는 아르헨티나의 농구 수도로 불릴 만큼 농구가 중요한 지역이며, 올림포 역시 농구에 치중하는 클럽이었다. 하지만, 1990년대부터 축구팀이 좋은 성적을 거두면서 축구가 중요한 비중을 차지하기 시작했고, 2000년대에 들어와 대망의 프리메라 디비시온까지 승격할 수 있었다.
특히 2006/07 시즌에는 프리메라 B 나시오날의 아페르투라와 클라우수라를 모두 석권하면서 2007/08 시즌에 올림포는 다시 프리메라 디비시온으로 승격했다. 하지만, 승격 첫해 평균 승점은 강등권을 벗어날 수 없었고, 2008/09 시즌을 앞두고 다시 프리메라 B로 강등되었다.

## 우승 기록

#### 프리메라 B 나시오날: 3회
- 2001년 - 아페르투라
- 2006년 - 아페르투라
- 2007년 - 클라우수라

## 선수 명단

### 현역
참고: FIFA 자격 규정에 따라 소속된 국가대표팀 국기를 표시합니다. 선수는 복수의 FIFA 비회원국 국적을 가지고 있을 수 있습니다.
| 번호 | 포지션 | 국적 | 이름 |
| ---- | ------ | ---- | ---- |

| 번호 | 포지션 | 국적 | 이름        |
| ---- | ------ | ---- | ----------- |
| -    | FW     |      | 루이스 빌라 |

## 역대 감독
| 감독                | 임기        |
| ------------------- | ----------- |
| 구스타보 알파로     | 2001 ~ 2002 |
| 크리스티안 바세다스 | 2017 ~ 2018 |